# Flexibilitas Cerea
Eine Flexibilitas cerea (von lateinisch flexibilitas ‚Biegsamkeit‘ und cereus ‚wächsern‘) beschreibt eine „wächserne“ Erhöhung des Muskeltonus bei passiver Bewegung, die durch eine mit geringer Mühe passive Beugbarkeit und ein Beibehalten der gegebenen Stellung charakterisiert ist. Sie tritt vor allem bei bestimmten schizophrenen Erkrankungen (z. B. katatone Schizophrenie) auf und ist häufig vergesellschaftet mit einem Stupor und einer Katalepsie sowie anderen Störungen der Psychomotorik.
Dieses Symptom wird aber auch bei organischen Hirnerkrankungen oder unter Hypnose gefunden.